# Hedlundia arranensis
Espèce
Synonymes
- Pyrus arranensis (Hedl.) Druce[2]
- Sorbus arranensis Hedl., 1901 (basionyme)[2]

Statut de conservation UICN

 EN B1ab(iii)+2ab(iii); D : En danger
Sorbus arranensis
Hedlundia arranensis est une espèce de plantes à fleurs du genre Hedlundia de la famille des Rosaceae.